# Pandanus iceryi
Espèce
Pandanus iceryi est une espèce de plantes à fleurs de la famille des Pandanaceae dont l'aire de répartition naturelle se situe sur l'île Maurice (Ferney La Vallée). C'est un arbre qui pousse principalement dans le biome tropical humide.

## Description

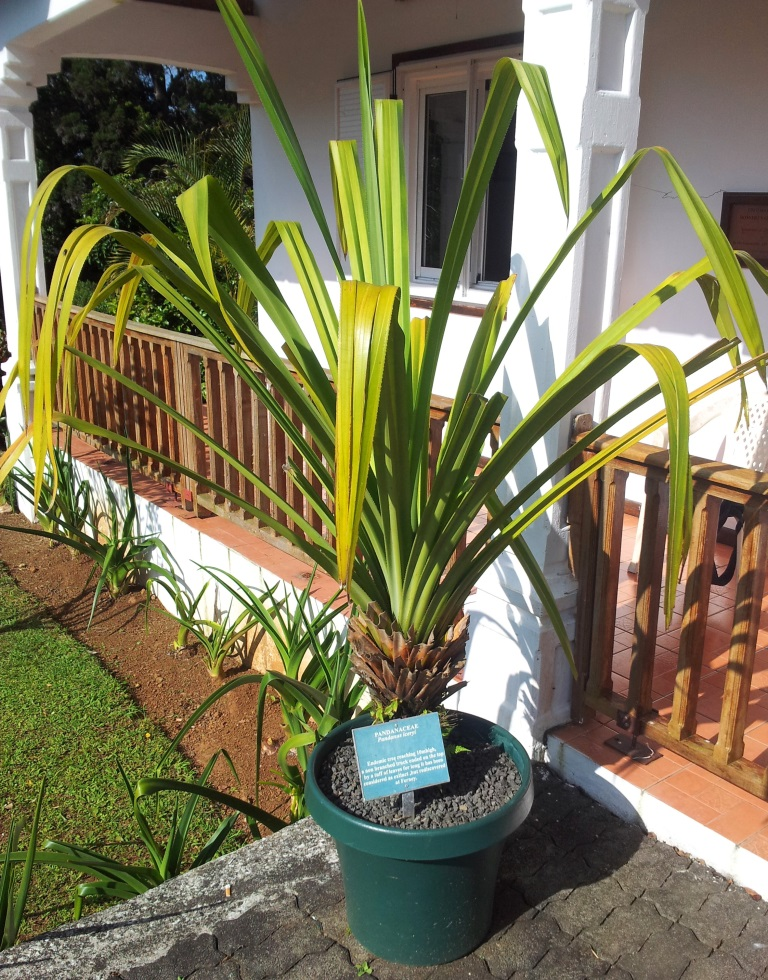
Jeune plant en culture au.

Il s'agit d'un grand arbre, haut de 10 m non ramifié, la seule espèce mauricienne de Pandanus à former un seul tronc haut et dépourvu de branches, semblable à celui d'un palmier. Ses feuilles vert vif se terminent abruptement à leur extrémité et sont munies de petites épines blanches sur les côtés.
Spécificité : le capitule ovale de couleur pâle pend du tronc principal. Chaque capitule contient environ quarante drupes,,.

## Répartition et habitat
Son habitat naturel est la forêt dense de l'île Maurice. On le trouvait autrefois dans plusieurs localités de l'île, comme le Piton du Milieu, les Cent Gaulettes et Fressanges. Cependant, l'habitat de ces localités a été détruit. Menacé par la perte d'habitat, il était considéré comme éteint. Il a été redécouvert en 2004 dans les forêts de Ferney La Vallée avec Pandanus macrostigma. Il ne reste actuellement que quelques individus à l'état sauvage, bien qu'il soit désormais cultivé à l'île Maurice où il est endémique.

## Dénomination
Il est couramment dénommé Vacoas.

## Systématique
Le nom correct complet (avec auteur) de ce taxon est Pandanus iceryi Horne (d) ex Balf.f..
Pandanus iceryi a pour synonyme :
- Pandanus iceryi Horne